# Ambrogio Arabia
Ambrogio Arabia (Spezzano Albanese, 1858 – Spezzano Albanese, 1934) è stato un politico e avvocato italiano. Fu un presidente dell'ordine degli avvocati e sindaco di Cosenza.

## Biografia
Nato a Spezzano Albanese nel 1858, fu notevole uomo di legge e presiedette per diversi anni (1919-1926) l'ordine degli avvocati cosentini.
Fu il nonno di Gennaro Cassiani, deputato, nonché molteplici volte Ministro della Repubblica appartenente alla Democrazia Cristiana.
Cattolico, nel 1913 venne eletto sindaco di Cosenza e amministrò la città fino al 1917 anno delle sue dimissioni, nel corso della prima guerra mondiale.
Durante tale periodo istituì il piano regolatore, concluse i lavori di bonifica interna con l'arginatura dei fiumi Crati e Busento, curò la costruzione dei ponti di San Francesco di Paola (con una spesa di lire 100.000) e di San Domenico col parziale concorso delle stato.
Non aderì mai al partito fascista. Morì a Spezzano Albanese nel 1934.